# Joseph Pulitzer
Joseph Pulitzer (mađarski: József Pulitzer; Makó, Mađarska, 10. travnja 1847. – Charleston, SAD, 29. listopada 1911.), američki novinar i publicist, istaknuto je ime američkoga novinarstva.

## Životopis
Rođen je u Makóu u Mađarskoj, kao najstariji sin mađarskog Židova. Njegov otac Filip je bio uspješni i prosperitetni trgovac žitom, koji je umro kad je Joseph imao 11 godina. Nekoliko godina kasnije njegova majka se udala za Maxa Blaua, biznismena. Pulitzer se obrazovao u privatnoj školi u Budimpešti. 
1864. godine (kao 17-ogodišnjak) emigrirao je bez imalo novca iz Mađarske u SAD, u Castle Garden u New Yorku koji je bio prvi službeni imigracijski centar u Americi. 

### Služba u vojsci
Austrijska vojska ga je odbila zbog slabog vida, a nije ga prihvatila ni francuska legija stranaca, ali je u novoj zemlji radio u I brigadi Prve New York Lincoln konjice sve do kraja građanskog rata. Pulitzer je tečno govorio njemački, francuski i mađarski ali je u početku imao problema s engleskim jezikom. Poslije rata Pulitzer je otišao na zapad u potrazi za srećom. 

### Prvi poslovi
Njegov prvi posao utovarivača brodova u St. Louisu je propao- Pulitzer je radio kao konobar, sahranjivao je umrle od kolere 1866. na otoku Arsenal, zatim je radio kao reporter, prvo u novinama St. Louisa Westliche Post, koje su izlazile na njemačkom jeziku. “Bio je rođeni reporter”, rekao je za njega jedan od njegovih kolega kasnije. Kasnije, 1872. Pulitzer kupuje Westliche Post za 3.000 dolara. Tijekom 1860-ih on je sudjelovao u političkom životu i studirao pravo, ali veoma kratko. Pridružuje se Republikanskoj stranci i 1869. godine postaje članom skupštine države Missouri. 1874. Pulitzer je prešao u Washington, gdje je radio kao korespondent SUN-a iz New Yorka. 1877. oženio se s Kate Davis, nećakom Jeffersona Davisa.
Godine 1878. kupuje i St. Louis Dispatch za 2.700 dolara, spajajući ova dva dnevnika (Westliche Post) u St. Louis Post-Dispatch, koji do današnjih dana ostaje najvažnijim dnevnim listom St. Missourija. 
Godine 1883. Pulitzer, tada već bogat čovjek, kupuje New York World, novine koje su poslovale s 40.000 dolara gubitka godišnje. Skandali, ljudske priče, senzacije postaju fokus Pulitzerova interesa. Godine 1885. na samo nekoliko mjeseci član je Donjeg doma američkog parlamenta. Odustaje od članstva, smatrajući da politika nije za njega. Godine 1887. u svoje novinarske redove regrutira Nellie Bly, čuvenu novinarku istraživačkog novinarstva pravog imena Elizabeth Jane Cochran. Godine 1895. World predstavlja iznimno popularnog The Yellow Kida, autora Richarda F. Outcaulta. The Yellow Kid bio je prvi strip tiskan u boji. Pod vodstvom Pulitzera tiraža je s 15.000 primjeraka porasla na 600.000 što ga je učinilo najvećom tiskovinom u zemlji.
Urednik rivalskog New York Suna 1890. u novinama je prozvao Pulitzera nazivajući ga „Židovom koji je izdao svoju vjeru“ (Pulitzerov otac je bio Židov, majka katolkinja, a žena Kate Davis pripadnica episkopalne crkve). 1895. William Randolph Hearst kupuje New York Journal, čime započinje neprestano rivalstvo. Upravo utrka s Hearstom, naročito tijekom izvještavanja prije i tijekom Španjolsko-američkog rata, povezuju Pulitzerovo ime sa žutim novinarstvom.

### Zaklada
1892. Pulitzer je Sethu Lowu, ravnatelju sveučilišta Columbia ponudio novac za otvaranje prve škole novinarstva u svijetu. Sveučilište je prvotno novac odbilo, očito neimpresionirano Pulitzerovim beskrupuloznim karakterom. 1902. Nicholas Murray Butler, novi ravnatelj sveučilišta imao je više sluha kako za školu tako i za nagrade, ali ispunjenje Pulitzerova sna neće zaživjeti za Pulitzerova života. Pulitzer je oporučno sveučilištu ostavio 2 milijuna dolara čija je realizacija ostvarena 1912. godine, kada je sveučilište Missuri već imalo svoju prvu školu novinarstva. Ali škola novinarstva Columbia sveučilišta postala je jedna od najprestižnijih u svijetu.
Joseph Pulitzer je umro na svojoj jahti u luci Charleston. Pokopan je na groblju Woodlawn u Bronxu, New York. Godine 1917. prema Pulitzerovoj želji prvi put je dodijeljena Pulitzerova nagrada.